# Чучулигово
Чучулигово (болг. Чучулигово) — село в Благоевградской области Болгарии. Входит в состав общины Петрич. Находится примерно в 12 км к востоку от центра города Петрич и примерно в 72 км к югу от центра города Благоевград. По данным переписи населения 2011 года, в селе  проживало 184 человека, преобладающая национальность — болгары.

## Население
| Год     | 1934 | 1946 | 1956 | 1965 | 1975 | 1985 | 1992 | 2001 | 2011 |
| ------- | ---- | ---- | ---- | ---- | ---- | ---- | ---- | ---- | ---- |
| Жителей | 405  | 593  | 501  | 482  | 362  | 296  | 262  | 234  | 184  |

|  |